# Patricia Woodlock
Pour les articles homonymes, voir Woodlock.
Mary Winifred Patricia Woodlock (1873 – vivante en 1930), est une artiste et suffragette britannique qui a été emprisonnée sept fois, dont la plus longue peine de prison pour une suffragette en 1908 (isolement pendant trois mois); elle a reçu une Hunger Strike Medal (médaille de grève de la faim) de la Women's Social and Political Union (WSPU) pour sa valeur. La dure sentence de Woodlock a provoqué l'indignation parmi les partisans et a inspiré d'autres à rejoindre les manifestations, sa libération est célébrée à Liverpool et à Londres et a été dessinée sous la forme d'un cuirassé, sur la couverture du bulletin Votes for Women de la WSPU.

## Enfance

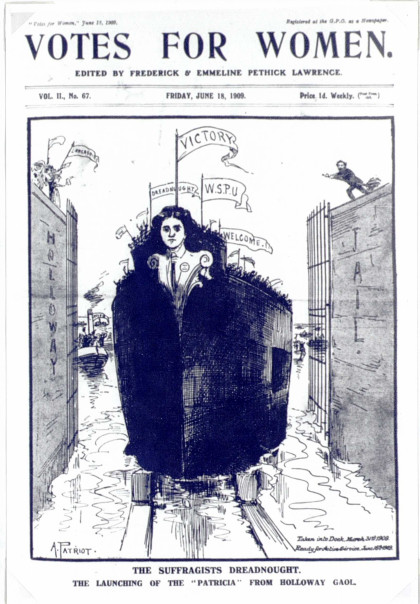
Woodlock représentée en Dreadnought.

Mary Winifred Patricia Woodlock (connue sous le nom de Patricia) naît en ou vers 1873, fille de David Woodlock, artiste et socialiste irlandais, originaire de Tipperary, et de Marion Woodlock. Woodlock a une sœur Evangeline, née quand elle avait dix ans, et un frère Charles Stuart, de huit ans plus jeune que Patricia. Charles devient prêtre jésuite. Patricia Woodlock est élevée au couvent du Mont Vernon.
Patricia Woodlock est adhérente du Parti travailliste indépendant.
Sa maison de famille est située au 46 Nicander Road, Sefton Park (en), puis au moment de son arrestation en 1907, elle vit au 2 South John Street et plus tard au 27 South Humber Street, à Liverpool,.

## Activisme suffragiste
Woodlock est membre fondateur avec Alice Morrissey (en), de la première filiale de la Women's Social and Political Union (WSPU) à Liverpool à partir de 1906 et devient une organisatrice de la WSPU de Liverpool en 1909,,.
Woodlock est également associée à la Catholic Women's Suffrage Society, et avec des groupes locaux de suffrage de l'église des femmes ont pu franchir le fossé religieux de l'époque, bien que la presse locale a priorisé les nouvelles sur les femmes participant à des manifestations sectaires violentes. Woodlock a tenu des réunions pour femmes de toutes les classes et a organisé des réunions de rue pour femmes travailleuses près des usines où travaillaient un grand nombre de femmes, comme le tabac Cope et les biscuits de Crawford. Annie Kenney, un chef sufragette de classe, est également venu à parler. Les réunions en plein air après les heures de travail ont eu lieu plus d'une fois par semaine, et un événement en 1908 a eu plus de 1000 participants. Quelques soutiens spontanés des hommes de la classe ouvrière ont surgi, par exemple, lorsque Woodlock et d'autres étaient arrêtés, protestant à l'événement de David Lloyd George à Sun Hall, Liverpool, un «étranger évident» selon Liverpool Weekly Mercury, M. Salinger était à la cour, arrêté pour avoir intervenu avec la police au nom des femmes.
Woodlock est arrêtée et emprisonnée deux fois, une fois avec une sentence de 14 jours, avant d'être condamnée à un mois de prison pour avoir protesté à Parliament Square, Londres en 1907, avec Aeta Lamb (en) et Emily Sproson. L'événement est largement rapporté, y compris les noms de la liste Evening Express jusqu'à 62 femmes qui ont été arrêtées,. Dans son procès, Woodlock a dit qu'e c'estt «un honneur pour moi d'aller en prison au nom de mes sœurs. Woodlock est décrite comme «diehard» et l'un des « esprits les plus rebelles et turbulents». Un repas de célébration de la WSPU pour Woodcock et d'autres lancés a lieu au restaurant Holborn.

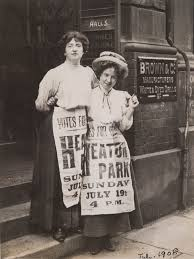
Woodlock (à gauche) et Mabel Capper font la publicité d'un événement du WSPU.

Woodlock prend part à la publicité et aux événements de protestation pour le droit de vote des femmes, comme l'appel aux manifestations à Heaton Park, Manchester les 11 et 19 juillet 1908 en s'habillant tels des panneaux publicitaires humains avec Mabel Capper et la tentative d'entrer au Manchester Royal Exchange, lieu dominé par les hommes. Les événements de juillet au parc sont bien soutenus et  attirent 60000 participants. Ces rassemblements reçoivent un traitement favorable ou neutre de la part de la presse dans les pages information mais aucune mention dans les pages spécifiques "femmes" du moment.
En février 1909, Woodlock est une «capitaine de groupe» de celles qui ont organisé un grand événement de suffrage au Sun Hall, lorsque Christabel Pankhurst a parlé. En mars 1909, Woodlock, avec Alice Burton, Bessie Morris, Ada Broughton (en) et Cecilia Hilton, est l'une des déléguées de Liverpool au Parlement des Femmes à Londres, volontaire après avoir entendu Emmeline Pankhurst parler à la branche à Liverpool.
Les peines de prison de Woodlock cette année-là comprennent les plus longues données à une suffragette (trois mois d'isolement) à l'époque, en tant que délinquant persistant, pour les délits d'obstruction dans la protestation de la visite du Premier ministre, H.H. Asquith à Birmingham en septembre 1909,.
Woodlock avec Mary Leigh, Charlie Marsh sont nourries de force à la suite de leur grève de la faim à la prison de Winson Green. Woodlock reçoit la visite d'Emmeline Pethick-Lawrence, après quelques semaines d'isolement, et celle-ci a écrit dans Votes for Women, qu'elle a trouvé Woodlock souriante et en paix. Comparant le comportement de Woodlock à une réunion animée de femmes sur une patinoire, Pethick-Lawrence déclare que Woodlock est « le cœur de notre mouvement, le centre, le pivot sur lequel tourne chaque partie. Woodlock reçoit la visite et les encouragements de Christabel Pankhurst.
Le soutien à Woodlock et l'indignation de sa condamnation localement à Liverpool poussent les ventes de Votes for Women à 700 exemplaires en une semaine.
En soutien à Woodlock, Mary Phillips se cache pendant la nuit sous la scène du Liverpool St. George's Hall, où deux ministres sont honorés. Phillips saute et crie «Votes for Women» et une objection à l'emprisonnement de Woodlock. Cette action est accueillie par Christabel Pankhurst comme une « protestation splendide » montrant « courage et ingéniosité ». Elsie Howie (en), Jessica Kenney et Vera Wentworth, suivent le Premier ministre Herbert Asquith en vacances dans le Devon en demandant pourquoi il peut être en vacances tandis que Woodlock est toujours en prison, subissant une « sentence monstrueuse ». Les femmes le poursuivent sur le terrain de golf et décorent également leurs buissons de rhododendron de Clovelly Court (en) et le jardin avec des cartes circulaires vertes, blanches et violettes disant 'Libérez Patricia Woodlock' et divers autres matériaux suffragistes.

Pour marquer la libération finale de Woodlock, Christabel Pankhurst écrit un article pour le journal  "Votes pour les femmes" du 14 juin 1909, montrant Woodlock comme un cuirassé dreadnought  et disant qu'elle était
..une de celles qui sont la grande force du mouvement des femmes, parce qu'elle est intrépide, loyale et désintéressée, prête à rendre le service plus petit ou plus grand, comme oratrice et surtout comme combattante.
Lorsque les «prisonnières de Liverpool» sont libérés, il y a une célébration de la WSPU, dirigée par Emmeline Pankhurst au Royal Albert Hall. Woodlock est saluée maintes et maintes fois dans un discours de Pankhurst pour avoir «pris une place dans la première ligne de lutte» et qu'elle (Pankhurst) a été inspirée par la résolution de Woodlock durant l'isolement. Pankhurst a Woodlock à côté d'elle dans une procession.
Woodlock reçoit une broche en argent, et une médaille de grève de la faim «for Valour», un rouleau éclairé et est qualifiée de «pionnière courageuse».
Une autre réception pour le retour des prisonnières a lieu à Liverpool, dirigée par Bertha Elam, nouvelle membre de la WSPU, qui a dit qu'elle est directement inspirée pour rejoindre le mouvement de suffrage, par Woodlock,. Emmeline Pankhurst voyage depuis Londres pour assister à cet événement avec Woodlock et le groupe de fifre et tambour de la WSPU qui joue pour accueillir les femmes libérées,.
En septembre 1909, Woodlock est arrêtée de nouveau pour avoir lancé des ardoises au Premier ministre Asquith alors qu'il assiste à un événement budgétaire masculin à Birmingham. Woodlock, Evaline Hilda Burkitt, Mabel Capper, Mary Leigh, Charlotte (Charlie) Marsh, Laura Ainsworth et Ellen Barnswell chantent toutes des chants de protestations à haute voix en transit et à leur arrivée en prison, refusant de se déshabiller pour porter des vêtements de prison, et exigeant d'être traitées comme des prisonniers politiques.
En novembre 1909, après leur libération, Woodlock et Laura Ainsworth se rendent auprès du médecin de la prison, Dr Ernest Helby, dans la rue. Il a alimenté de force Woodlock et d'autres et les deux femmes exigent la libération immédiate de leur consœur Charlie Marsh. Plus tard dans la journée, il est constaté que les fenêtres du Dr Helby ont été brisées, mais aucune action légale n'est prise pour l'incident et Marsh est libérée tranquillement plus tard.

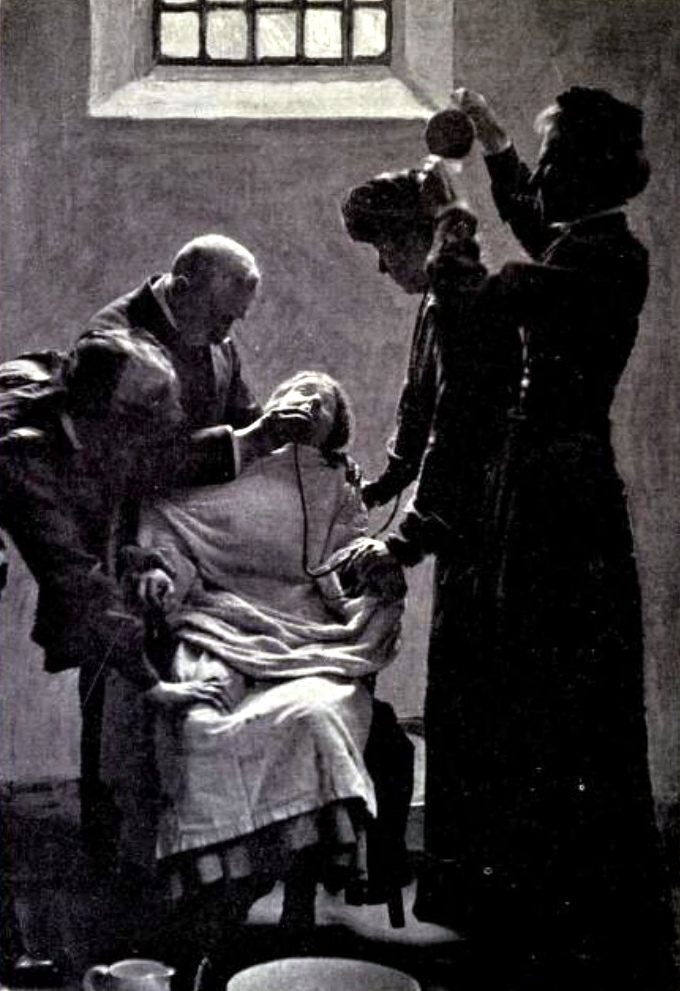
Alimentation de force des suffragettess en grève de la faim.

Après l'agression policière et la violence brutale contre la multitude de supporters à Londres en novembre 1910, connue sous le nom de « Black Friday », Woodlock est arrêtée avec d'autres manifestants qui sont libérés sans inculpation et elle ne participe plus à des manifestations physiques ou militantes.

## Leadership du WSPU
Quand Ada Flatman (en) devient l'organisatrice rémunérée de la WSPU de Liverpool, elle demande à Woodlock de prendre la responsabilité du stockage et de la création du nouveau magasin WSPU, alors qu'elle est éloignée. Elle montre un développement utile avec 50 nouveaux membres en un mois et des profits des ventes de £120 d'avril à novembre 1909. Cependant, des désaccords interviennent sur les priorités pour les activités de filiales comme les réunions de rue pour les femmes travailleuses, ou plus "Dans les maisons" parmi les femmes les plus riches, sur invitation, mais aident à recueillir des fonds.
Woodlock continue à prendre la parole dans de nombreux événements de suffrage et est décrite comme une oratrice brillante, et est élue comme l'une des leaders qui se dirigeent vers la foule sur la manifestation féminine de Hyde Park en 1910,. Elle assume le poste d'organisatrice temporaire de la filiale WSPU de Liverpool, avec Ada Broughton et Helah Criddle, après une baisse de l'activité et des revenus de la WSPU, lorsque la succursale a fermé et Alice Davies, l'organisatrice actuelle est en prison. Elle a rouvert en 1912 avec l'approche plus réussie de Helen Jollie pour organiser la campagne de collecte de fonds.
Une carte postale signée Woodlock 21-11-1910 est produite par le siège de la WSPU.
En 1910, Woodlock, Ada Flatman et Jennie Baines sont les oratrices principales lors d'un événement de Liverpool pour 'Jane Warton' - qui est la cheffe de la WSPU Constance Bulwer-Lytton déguisée - son objectif est d'expérimenter l'arrestation, la grève de la faim et l'alimentation forcée (comme une travailleuse ordinare). 300 hommes et femmes assistent à cet événement, qui fait procession vers la maison du gouverneur de la prison pour demander que « Liverpool soit le premier à « nettoyer la tache » de l'alimentation forcée.
Dans la nuit du recensement de 1911, Woodlock est dans sa maison de famille au 46 Nicander Road, Setton Park à Liverpool, mais elle n'était pas «absente» de la liste du recensement comme d'autres qui ont protesté de cette façon, peut-être parce que c'est son père qui l'a complété. En 1912, la suffragette locale et médecin pour femmes, Dr Alice Ker, écrit à ses deux filles les encourageant à aller à Woodlock dans les bureaux de la WSPU et à offrir leur aide à la cause.
Woodlock est emprisonnée sept fois et a reçu une Hunger Strike Medal de la WSPU pour sa vaillance. et elle est amnistiée par le Home Secretary, quand la Première Guerre mondiale éclate, avec toutes les autres prisonnières suffragistes, lorsque la WSPU cesse ses actions militantes,.

## Fin de vie
Woodlock vit encore à Liverpool en 1930, mais elle semble ne plus avoir participé aux principaux mouvements des droits des femmes, en plus de maintenir une adhésion de la branche de Liverpool de United Suffragists, avec Alice Ker et Elizabeth Buxton. Woodlock rejoint également la Votes for Women Fellowship dirigée par les Pethick-Lawrences et souscrit à The Catholic Suffragist avant et après la Première Guerre mondiale. La Catholic Women's Suffragist Societies offee des travaux de secours et des orateurs philosophiques et féministes comme un club social et éducatif de deux semaines avec divertissement et soutien mutuel pour les femmes touchées par la guerre, mais il n'y a pas de trace de Woodlock qui s'adresse à ces groupes.
Elle est vivante en 1930, mais la date de sa mort est inconnue.

## Hommage
En 1909, le WSPU loue une maison flottante nommée en l'honneur de Woodlock. Le bateau porte les couleurs des suffragettes et il est amarré près de la Régate royale de Henley.